# 奥尔努瓦地区吕梅维尔
奥尔努瓦地区吕梅维尔（法語：Luméville-en-Ornois，法語發音：[lymevil ɑ̃.n‿ɔʁnwa]）是法国默兹省的一个旧市镇，属于科梅尔西区。1973年，奥尔努瓦地区吕梅维尔与市镇图拉耶苏布瓦并入市镇贡德勒库尔堡。

## 地理
奥尔努瓦地区吕梅维尔（48°28'0"N, 5°26'0"E）面积，位于法国大東部大區默兹省，该省份为法国西北部内陆省份，北与比利时接壤，西接马恩省和阿登省，南至上马恩省和孚日省，东临默尔特-摩泽尔省。
奥尔努瓦地区吕梅维尔的时区为UTC+01:00、UTC+02:00（夏令时）。

## 行政
奥尔努瓦地区吕梅维尔的邮政编码为，INSEE市镇编码为55309。

## 人口
奥尔努瓦地区吕梅维尔于2018年1月1日时的人口数量为51人。